# Инотропный эффект
Инотропный эффект (inotropic effect, греч.: ίς , ίνός — сила + τρόπος — направление действия, способ действия) — это изменение силы сокращения сердца. Он может быть положительным и отрицательным.
- Положительный инотропный эффект — увеличение силы сокращения сердца
- Отрицательный инотропный эффект — снижение силы сокращения сердца